# Boken om vårt land
Boken om vårt land (på finska Maamme kirja) av den finlandssvenske författaren och journalisten Zacharias Topelius utgavs 1875, avsedd som läsebok i folkskolan i Finland. Boken beskriver Finlands landskap, natur, folk och historia. Den översattes även till finska och användes i skolorna långt in på 1900-talet och bidrog till uppbyggandet av en nationell identitet. 1907 hade den sålts i 240 000 exemplar och blev en av förlagets (Edlund) mest framgångsrika titlar.

## Bakgrund
Finland växte i mitten av 1800-talet fram som en mer enhetlig ekonomisk, kommunikationsmässig och politisk helhet. Saima kanal hade byggts 1856, järnvägarna började byggas 1862, Lantdagen började fungera och en självständig press utvecklades, liksom skolväsendet. Därmed uppstod ett behov av läroböcker som introducerade det unga landet i skolorna. Topelius understödde tanken på en självständig, tvåspråkig nation och det framgår av hans texter: "Detta land är mitt fädernesland, om jag så på finska kallar det för 'Suomi' eller på svenska för 'Finland', är det ändock samma land" (Kapitel 7, Land och folk)
Skolväsendet hade en viktig roll, då det förutsattes stärka medborgarnas fosterlandskänsla och fostra den blivande arbetskraften. I enlighet med denna strävan fokuserade texterna kring arbetet. Enligt Topelius var Finland ett kargt och fattigt land och erbjöd därför inga sötebrödsdagar. Fosterlandet var som en sträng husbonde, som avskedade dem som förföll till lättja, men tog fram de bästa sidorna hos dem som arbetade för honom.
Topelius Finlandsbild var starkt nationalromantiskt färgad och även genomsyrad av hans tro. Han ansåg också att den finländska mentaliteten kommer bäst till sin rätt då folket drabbats av motgångar. Han jämförde folket med den finska hästrasen: "I fråga om uthållighet har det finska folket gemensamt med den finska hästen sin envishet". Även dagens politiker kan citera dessa rader och så skedde exempelvis under lågkonjunkturen på 1990-talet.
Boken har också inspirerat flera moderna författare. Jörn Donner skrev 1967 Nya boken om vårt land och ännu en uppföljare 1992: Nyaste boken om vårt land. Den gröna riksdagsmannen och zoologen Erkki Pulliainen har skrivit Uudempi Maammekirja, på svenska: "Nyare boken om vårt land".